# 绛县 (西汉)
绛县，中国古县名。
西汉置，治所在今山西省曲沃县西南。汉高祖刘邦封周勃为绛侯于此。后改为县，属河东郡。东汉改为绛邑县。